# Polybia
Polybia, rod južnoamerikih pčela iz porodice Eumenidae. rodu priupsada preko 70 vrsta, a žive na području od Meksika do Argentine i Brazila.

## Vrste
- Polybia aequatorialis Zavattari, 1906
- Polybia aequatorialis tristis Bequard, 1942
- Polybia affinis Buysson, 1908
- Polybia anglica Cockerell, 1921
- Polybia barbouri Bequard, 1943
- Polybia batesi Richards, 1978
- Polybia belemensis Richards, 1970
- Polybia belemensis brevitarsus Richards, 1978
- Polybia bicytarella Richards, 1951
- Polybia bifasciata de Saussure, 1854
- Polybia bistriata (Fabricius, 1804)
- Polybia brunnea (Curtis, 1844)
- Polybia brunneiceps Cameron, 1912
- Polybia catillifex Moebius, 1856
- Polybia chrysothorax (Lichtenstein)
- Polybia depressa (Ducke, 1905)
- Polybia diguetana Buysson, 1905
- Polybia dimidiata (Olivier, 1791)
- Polybia dimorpha Richards, 1978
- Polybia divisoria Richards, 1978
- Polybia eberhardae Cooper, 1993
- Polybia emaciata Lucas, 1879
- Polybia erythrothoraxla Richards, 1978
- Polybia fastidiosuscula de Saussure, 1854
- Polybia ficaria Richards, 1978
- Polybia flavifrons Smith, 1857
- Polybia flavifrons barbatula Richards, 1978
- Polybia flavifrons hecuba Richards, 1951
- Polybia flavitincta Fox, 1898
- Polybia fulvicauda Cameron, 1912
- Polybia furnaria Ihering, 1904
- Polybia gorytoides Fox, 1898
- Polybia gorytoides sculpturata Ducke, 1904
- Polybia ignobilis (Haliday, 1836)
- Polybia incerta Ducke, 1907
- Polybia invertita Giordani Soika, 1965
- Polybia jurinei de Saussure, 1854
- Polybia juruana Ihering, 1904
- Polybia laboriosa de Saussure, 1853
- Polybia liliacea (Fabricius, 1804)
- Polybia luctuosus Smith, 1858
- Polybia lugubris de Saussure, 1854
- Polybia micans Ducke, 1904
- Polybia minarum Ducke, 1906
- Polybia nausica Richards, 1951
- Polybia nidulatrix Bequard, 1933
- Polybia nigriceps Zavattari, 1906
- Polybia nigrina Richards, 1978
- Polybia oblita Cockerell, 1921
- Polybia occidentalis (Olivier, 1791)
- Polybia occidentalis bohemani Holmgren, 1868
- Polybia occidentalis cinctus (Prov., 1888)
- Polybia occidentalis grenadensis Richards, 1951
- Polybia occidentalis invertita Giordani Soika
- Polybia occidentalis nigratella Buysson, 1905
- Polybia occidentalis uruguayensis Giordani Soika
- Polybia occidentalis venezuelana Giordani Soika, 1965
- Polybia parvula Giordani Soika
- Polybia parvula pseudospilonota Giordani Soika
- Polybia parvulina Richards, 1970
- Polybia paulista Ihering, 1896
- Polybia platycephala Richards, 1951
- Polybia platycephala sylvestris Richards, 1978
- Polybia plebeja de Saussure, 1867
- Polybia procellosa Zavattari, 1906
- Polybia procellosa dubitata Ducke, 1910
- Polybia pseudospilonota Giordani Soika, 1965
- Polybia punctata Buysson, 1908
- Polybia quadricincta de Saussure, 1854
- Polybia raui Bequard, 1933
- Polybia raui taeniata Richards, 1978
- Polybia rejecta (Fabricius, 1798)
- Polybia richardsi Cooper, 1993
- Polybia roraima Raw 2000
- Polybia ruficeps Schrottky, 1902
- Polybia ruficeps asticta Richards, 1978
- Polybia ruficeps xanthops Richards, 1978
- Polybia rufitarsis Ducke, 1904
- Polybia rufitarsis peruviana Bequard, 1943
- Polybia scrobalis Richards, 1970
- Polybia scrobalis pronotalis Richards, 1978
- Polybia scrobalis surinama Richards, 1970
- Polybia scutellaris (White, 1841)
- Polybia selvana Carpenter, 2002
- Polybia sericea (Olivier, 1792)
- Polybia signata Ducke, 1910
- Polybia simillima Smith, 1862
- Polybia singularis Ducke, 1909
- Polybia spilonota Cameron, 1904
- Polybia spinifex Richards, 1978
- Polybia striata (Fabricius, 1787)
- Polybia sulciscutis Cameron, 1912
- Polybia tinctipennis Fox, 1898
- Polybia tinctipennis nebulosa Bequard, 1943
- Polybia uruguayensis Giordani Soika, 1965
- Polybia velutina Ducke, 1907